# Lutter: Um jeden Preis
Um jeden Preis ist ein deutscher Fernsehfilm von Jörg Grünler aus dem Jahr 2007. Es handelt sich um die zweite Folge der Kriminalfilmreihe Lutter.

## Handlung
Der junge Manager Marco Seidel wird nach einer Firmenfeier tot aufgefunden. Er arbeitete bei der Drogeriemarktkette „Ridro“, die hinter der Fassade eines erfolgreichen Unternehmens nur an ihrem Profitstreben arbeitet und Mobbing zur Firmenphilosophie gehört. Entsprechend hatte sich das Opfer durch seinen Ehrgeiz sowohl in der Leitungsebene als auch bei den einfachen Angestellten nicht gerade wenige Feinde gemacht. An erster Stelle der Verdächtigen steht Hans Grimm, dessen Posten als Bezirksleiter gerade erst an Seidel vergeben und er damit „degradiert wurde“. Unter Seidels Liebschaften waren zahlreiche Mitarbeiterinnen der Firma, die zum Teil auch verheiratet sind und es hier ein Eifersuchtmotiv geben könnte. Kommissar Lutter fällt zunächst der Ehemann der Angestellten Anja Hoffmann auf, der als Boxtrainer über ein gewisses Aggressinspotential verfügen dürfte. Fingerabdrücke auf einem Whislyglas in der Wohnung des Opfers führen zu dem Kredithai Petzold, der sein Geld in der Regel mit Gewalt eintreibt. Petzold beteuert aber seine „Kunden“ lebend zu brauchen, wenn sie ihre Schulden zurückzahlen sollen. Lutter sieht auch so einige Indizien, die nicht für Petzold sprechen. Staatsanwalt Schneider würde den Mann allerdings gern als Täter sehen, um damit weitere Ermittlungen in dem Unternehmen „Ridro“ zu unterbinden. Schließlich verkehrt er selbst in den Kreisen der Unternehmensleitung und ist mit Firmenchef Richards befreundet.
Lutter und sein Team nehmen sich einem nach den anderen ihrer Verdächtigen vor. Dabei entgeht dem Kommissar die menschenverachtende Firmenpolitik bei „Ridro“ nicht. Die Angestellten werden derart unter Druck gesetzt, dass auch hier jeder ein Motiv hätte gegen die Firmenleitung zu rebellieren. Die Ermittlungen konzentrieren sich mittlerweile auf die Suche nach einem silbernen Ford, nachdem feststeht, dass Seidel mit einem solchen Wagen angefahren wurde und in der Folge an einer Hirnblutung starb. Da Anja Hoffmann einen solchen Wagen fährt, der auch Unfallspuren aufweist, wird deren Ehemann festgenommen, nachdem er den Mord gestanden hatte. Lutter hat allerdings Zweifel und kann letztendlich die Freundin von Anja Hoffmann als Täterin ausmachen. Ihm war die Freundschaft der Angestellten Monika Lorenz zu Anja Hoffmann aufgefallen. Ihr ging aber nicht nur die von Seidel verkündete Trennung von Anja nahe, sondern auch ihr eigenes Schicksal. Seidel hatte ihr die Kündigung ausgesprochen und als er ihr auf dem Parkplatz begegnet war, ist sie einfach auf ihn losgefahren. Anja hatte dann ihren Mann zu Hilfe gerufen, der die Leiche beseitigte.

## Kritik
Rainer Tittelbach von tittelbach.tv schrieb: „Joachim Król spielt den Essener Kommissar nicht als Leisetreter. Lutter ist ein Profi, einer, der anpackt, der Ideen hat und der laut werden kann, wenn ihm etwas gegen den Strich geht. „Ich glaube, Marco Seidel ist tot, weil es in Ihrem Laden stinkt“, fährt er den Chef der Ridrokette an, hinter der sich unschwer der Drogeriemarkt ‚Schlecker‘ zu erkennen gibt. Das Thema und das emotionale Engagement des Helden bescheren Sympathie-Punkte, den Fall macht diese wuchtig vorgebrachte Sozialromantik nicht besser.“
Kino.de befand: „Im Gegensatz zum ersten Film der neuen Samstagskrimis mit Joachim Król hat Lutter diesmal einen stinknormalen Fall zu lösen, wie er in Krimis dutzendfach vorkommt. Das Lokalkolorit tritt deutlich in den Hintergrund. Ruhrgebietsfreunde mögen das vermissen, aber dem Film tut es gut: Autor Andreas Schmitz kann sich stärker auf die Geschichte konzentrieren und seine Charaktere entwickeln. ‚Um jeden Preis‘ mag dadurch an der Oberfläche nicht mehr ganz so reizvoll sein, doch die Figuren (gespielt unter anderem von Susanne Uhlen, Peter Prager und Catrin Striebeck) bekommen deutlich mehr Tiefe.“
Die Berliner Zeitung urteilte: „Lutters zweiter Fall überzeugt als engagierte Sozialkritik. Gewinne erhöhen, Preise niedrig halten, die Löhne ebenso – so lautet die Devise der Drogeriemarktkette Ridro. Wem das nicht passt, kann gleich nach Hause gehen.“
Der Filmdienst meinte: „Lohn-Dumping, Schikanen und Mobbing sind an der Tagesordnung. (Fernsehserien-)Krimi, der in die Arbeitswelt des Ruhrgebiets führt.“
Für die Kritiker der Fernsehzeitschrift TV Spielfilm war Um jeden Preis „fesselnd, bedrückend und sehr realistisch“. Sie bewerteten den Film mit dem Daumen nach oben.